# Easy (album Gaye & Terrell)
Easy studijski je album kojeg u duetu izvode američka soul pjevačica Tammi Terrell i Marvin Gaye, a izlazi u rujnu 1969. godine.
Skladba "Good Lovin' Ain't Easy To Come By" postaje veliki hit, a ostaje popularna sve do danas. Terrell je bila vrlo bolesna, a u jesen 1967. godine dijagnosticiran joj je tumor mozga. Kao rezultat toga, većina ženskih vokala na ovom albumu su u izvedbi Valerie Simpson, koja je sa svojim dečkom Nickolasom Ashfordom sudjelovala u koprodukciji albuma. Album je nanovo objavljen 1992. godine na kompaktnom disku, a 2001. dio je The Complete Duets.

## Popis pjesama
Sve pjesme napisali su Nickolas Ashford i Valeria Simpson, osim gdje je drugačije naznačeno.

### Strana prva
1. "Good Lovin' Ain't Easy to Come By"
2. "California Soul"
3. "Love Woke Me Up This Morning"
4. "This Poor Heart of Mine"
5. "I'm Your Puppet" (Spooner Oldham, Dan Penn)
6. "The Onion Song"

### Strana druga
1. "What You Gave Me"
2. "Baby I Need Your Loving" (Holland-Dozier-Holland)
3. "I Can't Believe You Love Me" (Harvey Fuqua, Johnny Bristol)
4. "How You Gonna Keep It (After You Get It)"
5. "More, More, More" (Fuqua, Bristol, Clyde Wilson)
6. "Satisfied Feelin'"

## Produkcija
Sve skladbe osim "I Can't Believe You Love Me" i "More, More, More", producirali su Nickolas Ashford i Valeria Simpson. Ove dvije skladbe producirali su Harvey Fuqua i Johnny Bristol, na kojima su miksali Terrellno solo pjevanje s Gayevim snimkama. Na ostalim skladbama Terrell se više ne pojavljuje, a prema Gayevim riječima Simpson ju je vrlo dobro zamijenila.

## Izvođači
- Prvi vokal (i prateći vokali) - Marvin Gaye
- Dodatni prvi i prateći vokali - Valerie Simpson, Tammi Terrell
- Prateći vokali - The Originals, The Andantes, The Spinners
- Instrumenti - The Funk Brothers

## Vanjske poveznice
- allmusic.com - Easy - Marvin Gaye & Tami Terrell